# Minicreagris pumila
Minicreagris pumila es una especie de arácnido del orden Pseudoscorpionida de la familia Neobisiidae.

## Distribución geográfica
Se encuentra en Alabama, Tennessee y Georgia (Estados Unidos).